# Усатые кошачьи акулы
Усатые кошачьи акулы (лат. Poroderma) — род хрящевых рыб семейства кошачьих акул (Scyliorhinidae).

## Описание
Ярко окрашенные рыбы длиной до 120 см. Окраска тела песочная или буро-оливковая. Число позвонков от 113 до 133. Питаются бентосом. Откладывают яйца.

## Виды
- Poroderma africanum (J. F. Gmelin, 1789) — Полосатая усатая кошачья акула, или полосатая африканская кошачья акула
- Poroderma pantherinum (J. P. Müller & Henle, 1838) — Леопардовая усатая кошачья акула

## Распространение
Представители рода встречаются в Атлантическом и Индийском океанах.